# 安康郡
安康郡，中国南北朝、唐朝时设置的郡。
- 南朝宋泰始元年（465年）设置安康郡。领安康、宁都二县，治所在安康县，故址在今陕西省石泉县东南5公里汉水东岸毛家湾，池河入汉水口之北。辖境相当今陕西省石泉、汉阴县地。南齐沿置。北魏安康郡，领安康县，属东梁州。西魏属直州。北周安康郡连同安康县，移治今石泉县东南汉江西南岸石泉咀附近、池河东岸谭家湾。隋文帝开皇三年（583年）撤销。
- 唐玄宗天宝元年（742年）改金州置安康郡，治西城县（今陕西省安康市），领西城县、洵阳县（今陕西省旬阳县西南）、淯阳县（今陕西省旬阳县蜀河镇）、石泉县（今陕西省石泉县）、安康县（今陕西省汉阴县西南）、平利县（今陕西省平利县老县镇吊楼子）。辖境相当今陕西省石泉县以东、旬阳县以西的汉水流域。唐肃宗至德二载（757年）更名汉南郡。

## 唐朝安康郡太守
- 苗晋卿（743年—744年）
- 李齐物（天宝年间）
- 李权（755年—758年）